# Божидар Кавран
Божидар Кавран (Загреб, 22. септембар 1913 — 1948) је био члан усташког режима током Другог светског рата. Од маја 1943. био је управни заповедник усташа. После рата је покушао да организује устанак против нове комунистичке Југославије. Убацивао је групице усташа у Југославију у склопу операције Десети травањ. Међутим, све те групице и њега самог је ухватила УДБА у операцији Гвардијан. Осуђен је на смрт и обешен 1948.

## Биографија
Гимназију је завршио 1932. године. Од 1935. године активан је у културно академском друштву "Аугуст Шеноа", најпознатијем хрватском студентском националистичком друштву у Краљевини Југославији. Школске године 1934/35. изабран је за предсједника Клуба студената фармације. Кавран је остао на мјесту предсједника Клуба све до прољећа 1937. године. Усташку заклетву положио је 1937. Дипломирао је фармацију 1939. на Медицинском факултету Загребачког универзитета. Као истакнутом члану КАД-а "Аугуст Шеноа", чије је чланове полиција Краљевине Југославије хапсила и пребијала, Каврану су, одмах након капитулације и успоставе НДХ повјерене одговорне дужности. Учествовао је у преузимању јеврејских трговина. Постао је усташки логорник Загреба 1, а крајем 1942. стожерник за град Загреб.
У мају 1943. Анте Павелић га је именовао управним заповједником свих усташа и замеником постројника за све усташке организације. На тим дужностима остао је све до краја рата и руководио је делатношћу усташких организација НДХ. Побегао је у иностранство пред Југословенском армијом маја 1945. Британска војска га као цивила није изручила новој Југославији. У избеглиштву је помагао бекство усташким званичника, па је тако за Долорес Брацановић и још неке организовао одлазак у Италију, нашавши им водиче, пошто су их тражиле југословенске власти.
Усташко руководство је рачунало да је сукоб Англоамериканаца и Совјетског Савеза неизбежан и ковало планове о повратку у земљу и преузимању власти. Стога је од Каврана и Ловре Сучића потекла иницијатива за оснивање Хрватског државног одбора да организује устанак против нове Југославије. Заваран лажним извештајима о крижарима које је УДБА слала усташким емигрантима у Аустрији и Италији, Кавран је организовао операцију Десети травањ, којом је намеравао да убаци групице усташа да руководе крижарима. УДБА је ухватила прву групу у којој су били Љубо Милош и Анте Врбан. Затим је УДБА покренула операцију Гвардијан (Гвардијан је било Кавраново шифровано име) и успоставила контакт са Кавраном преко везе за коју су усташе веровале да је то њихова радио-станица у Хрватској и нису изазвале њихове сумње. Тако се на крају 3. јула и Кавран убацио у Југославију и састао са официрима УДБЕ, који су га ухапсили. УДБА је укупно између 22. јула 1947. и 3. јула 1948. у земљу намамила осамнаест група усташа са укупно 98 људи и све их ухватила.
Суд НР Хрватске је Каврана осудио на смрт вешањем, трајни губитак свих грађанских права и конфискацију целокупне имовине.